# Mirko Bogović
Mirko Bogović (Varaždin, 2. veljače 1816. – Zagreb, 4. svibnja 1893.), hrvatski pjesnik i političar.

## Životopis
Rođen u Varaždinu, osnovnu školu završio u Križevcima, gimnaziju u Varaždinu. Posvećuje se vojnom pozivu, ali 1840. godine napušta vojsku i studira filozofiju i pravo.
Pisao je lirske pjesme ljubavnog, političkog i domoljubnog sadržaja ("Ljubice" 1844., "Smilje i kovilje" 1847., "Domorodni glasi"); satiričar ("Strelice"). Uredio 9. godište "Kola" (1854.) i prvo "Nevena" (1852.).
Za Bachova apsolutizma središnja književna osobnost u Hrvatskoj; jedan je od osnivača hrvatske novele ("Pripovijesti") i plodan dramatičar s političkom i socijalnom tendencijom ("Frankopan", "Matija Gubec", "Stjepan, posljednji kralj bosanski", "Šilo za ognjilo"). Pisao anakreontske pjesme ("Vinjage").

## Djela
- Ljubice, 1844.
- Smilje i kovilje, 1847.
- Domorodni glasi
- Strelice
- Kola, 1854.
- Nevena, 1852.
- Matija Gubec
- Vinjage

Drame:
- Matija Gubec
- Stjepan posljednji kralj Bosanski

Pripovijesti:
- Crnogorska osveta
- Grad Gotalovec
- Vidov-dan na Lobor-gradu
- Slava i ljubav
- Šilo za ognjilo
- Krvavi most u Zagrebu
- Ubojstvo na Greben-gradu